# بولینگ

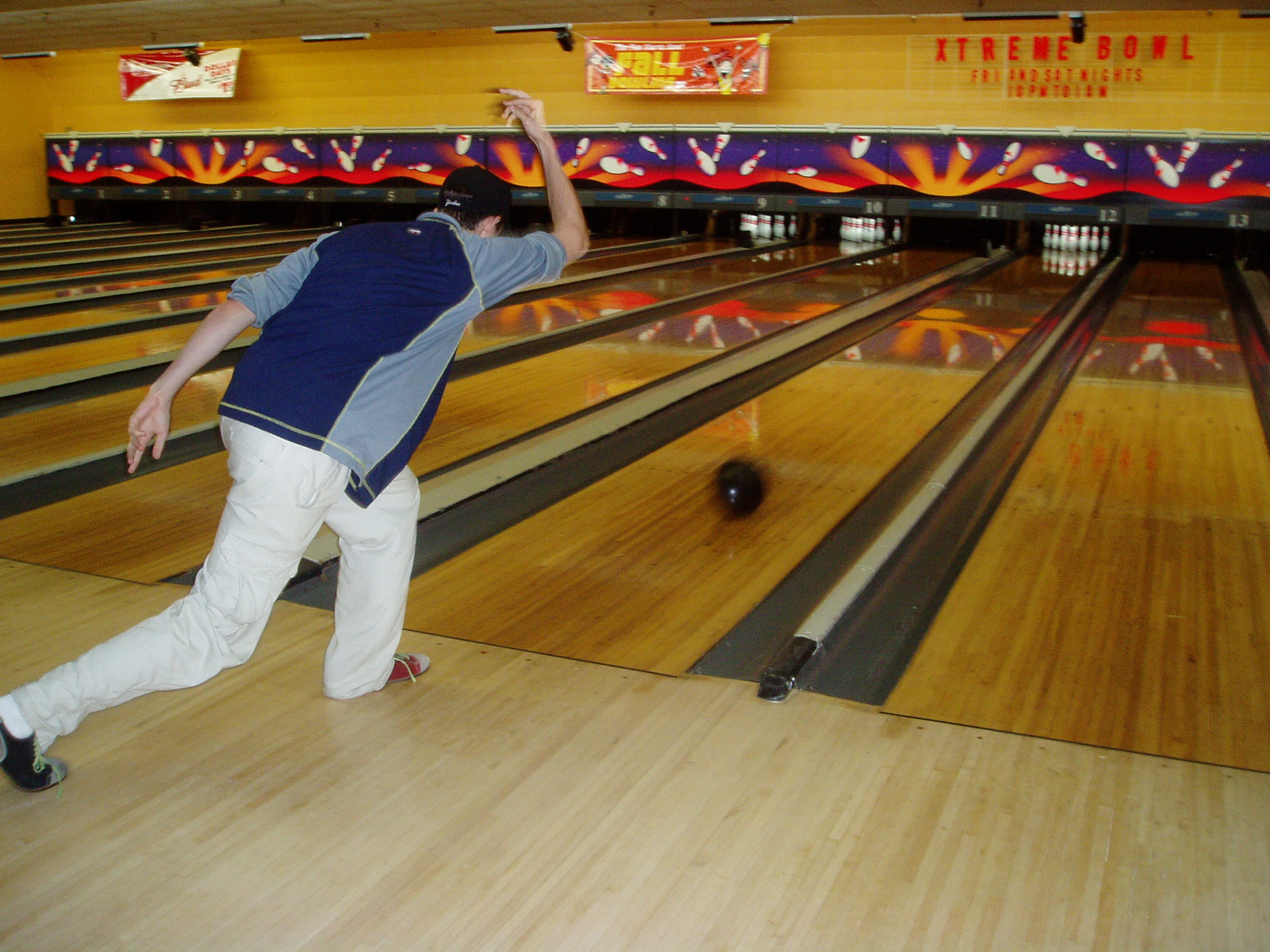
یک بازیکن بولینگ در حال انداختن توپ

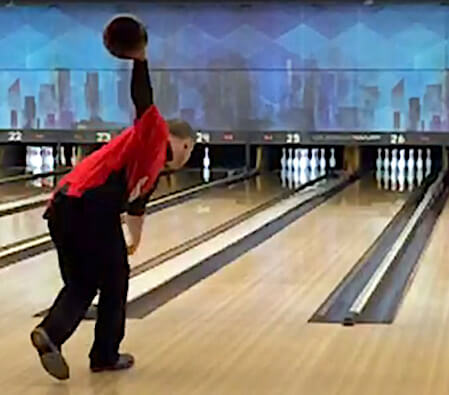

بولینگ یا گوی‌بازی (به انگلیسی: Bowling) یک رشته ورزشی است که ورزشکار در آن باید توپ را به مهره ها بزند. گوی‌باز کسی است که گوی‌بازی می‌کند.

## امتیازدهی
در هر بازی هر بازیکن ده فریم را بازی می‌کند وهر فریم دو ضربه دارد (به جز فریم ۱۰ که در حالتی خاص سه ضربه دارد) و بازیکن سعی می‌کند که در هر ضربه همه پین‌ها را با توپ بزند.
نحوه قرارگیری پین‌ها و شماره آنها:
از نگاه بالا پین‌ها به شکل یک مثلث قرار داده می‌شوند و شماره پین‌ها مانند شکل زیر است:
```
۱۰ ۹ ۸ ۷
 ۶ ۵ ۴
 ۳ ۲
 ۱
```

## ضربه اول و امتیاز Strike
دستگاه مکانیکی قرار دهنده پین‌ها (Pinsetter) در ضربه اول هر فریم، ده پین را در محل‌های خود قرار می‌دهد. اگر بازیکن بتواند در پرتاب اول توپ خود، همه ده پین را بیندازد، فریم کامل می‌شود و امتیاز دو ضربه بعدی با این ضربه که خود ۱۰ امتیاز دارد جمع می‌شود و در سیستم‌های امتیاز دهی یا بر روی کاغذ این ضربه با علامت X نشان داده می‌شود و به این ضربه استراک گفته می‌شود.
به صورت مثال اگر بازیکن در ضربه اول خود Strike کرده و سپس در ضربه اول فریم بعدی ۴ پین و در ضربه بعدی ۳ پین را بیندازد امتیاز او به شکل زیر می‌شود:
| 3  | 4 | X  |  |
| ۲۴ |   | ۱۷ |  |

جدول ۱ - مثال امتیاز Strike
همان‌طور که در جدول بالا مشاهده می‌کنید امتیاز فریم اول ۱۰+۴+۳ = ۱۷ است و امتیاز فریم دوم ۷ است که حاصل جمع آن با فریم قبلی در این فریم نوشته شده‌است:۱۷+۷=۲۴ و تا آخر به همین صورت ادامه پیدا خواهد کرد.
پس اگر بازیکنی بتواند همه پین‌ها را در همه ضربات خود (۱۲ضربه) Strike کند جمع کل امتیازات او ۳۰۰ می‌شود.

## ضربه دوم و امتیاز Spare
ولی اگر بازیکن نتواند در ضربه اول همه پین‌ها را بزند، دستگاه پین‌های موجود را از روی خط بلند می‌کند و سپس گارد دستگاه پین‌های افتاده را جمع کرده و سپس دستگاه پین‌ها را دوباره روی خط قرار می‌دهد و بازیکن سعی می‌کند با پرتاب دوم توپ خود پین‌های موجود را بزند، اگر بتواند در این ضربه همه پین‌ها را بیندازد، فقط امتیاز ضربه بعدی او با این فریم که خود ۱۰ امتیاز دارد جمع می‌شود و در سیستم‌های امتیاز دهی یا بر روی کاغذ این ضربه با علامت «/» نشان داده می‌شود و به این ضربه اسپیر می‌گویند.
به صورت مثال اگر بازیکن در فریم اول خود و در ضربه اول ۹ پین و درضربه دوم ۱ پین باقی‌مانده را بزند وSpare کند و سپس در ضربه اول فریم بعدی ۴ پین و در ضربه بعدی ۳ پین را بیندازد امتیاز او به شکل زیر می‌شود:
| ۳  | ۴ | /  | ۹ |
| ۲۱ |   | ۱۴ |   |

جدول ۲ - مثال امتیاز Spare
همان‌طور که در جدول بالا مشاهده می‌کنید امتیاز فریم اول ۱۰+۴ = ۱۴ است و امتیاز فریم دوم ۷ است که حاصل جمع آن با فریم قبلی در این فریم نوشته شده‌است:۱۴+۷=۲۱ و تا آخر به همین صورت ادامه پیدا می‌کند.

## ضربه Miss
اگر بازیکن نتواند در ضربه خود هیچ پینی را بیندازد ضربه او ازدست رفته یا Miss است که در سیستم‌های امتیاز دهی یا روی کاغذ این ضربه با علامت – نشان داده می‌شود.

## فریم ۱۰
فریم ۱۰ می‌تواند ۳ ضربه‌ای باشد به دلیل این که اگر بازیکن در ضربه اول خود Strike کند دو ضربه بعدی دیگر نیز وجود داشته باشد که با آن جمع شود و امتیازات محاسبه شود و همچنین اگر بازیکن در ضربه دوم خود Spare کند ضربه بعدی وجود داشته باشد که با آن جمع شود پس بازیکن در این فریم فقط در صورتی می‌تواند سه ضربه داشته باشد که یا در ضربه اول خود Strike کند یا در ضربه دوم خود Spare کند در غیر این صورت این فریم مانند همه فریم‌ها دو ضربه بیشتر نخواهد داشت.

## ضربه Split
اگر بازیکن در ضربه اول خود پین هارا طوری بیندازد که بین پین‌های باقی‌مانده فضایی ایجاد بشود که توپ بدون برخورد با آن‌ها از میان آن‌ها بگذرد حالت Split ایجاد می‌شود و انداختن همه پین‌های در ضربه دوم بسیار سخت شده و نیاز به تمرین زیادی دارد. البته انداختن پین‌ها در حالت Split هیچ امتیاز یا جایزه ویژه‌ای ندارد.
حال فرض کنید بازیکن در ضربه اول خود پین‌های ۱٬۲٬۳٬۴٬۵٬۸٬۹ را انداخته‌است و پین‌های ۶٬۷و۱۰ باقی‌مانده‌اند مانند شکل زیر:
```
۱۰ ۷
 ۶
```

در این حالت بازیکن باید توپ را چنان در روی خط پرتاب کند که به پین ۶ برخورد کرده و سپس توپ بعد از تغییر مسیر کوچک به پین ۱۰ برخورد کند و پین ۶ چنان پرتاب شود که به پین ۷ برخورد کند که آن را بیندازد و ضربه Spare شود.

## سیستم‌های اتوماتیک امتیازدهی
دو نوع کلی از این دستگاه‌های مکانیکی وجود دارند که یک نوع آن دارای میکرو سوئیچ هستند و امتیازها توسط آن سوئیچ‌ها محاسبه می‌شود و به سیستم امتیاز دهی ارسال می‌گردد مانند دستگاه‌های شرکت Brunswick ولی در نوع دیگر از این دستگاه‌های مکانیکی امتیازدهی به کمک دوربین و توسط نرم‌افزار انجام می‌شود مانند دستگاه‌های شرکت AMF و VIA بدین صورت که حدود ۳ ثانیه پس از عبور توپ از جلوی سنسور توپ و بعد از پایین آمدن گارد محافظ، عکسی توسط دوربین گرفته می‌شود و به کمک تکنیک‌های پردازش تصویر تعداد پین‌های ریخته شده شمارش می‌شود، سپس توسط نرم‌افزار عملیات محاسبه امتیاز طبق توضیحات بالا صورت می‌گیرد.

## سیستم ایرانی امتیاز دهی بولینگ
شایان ذکر است تا قبل از سال ۱۳۹۳ تمامی سیستم‌ های امتیاز دهی این ورزش در خارج از کشور تولید و توسط شرکت‌های خارجی نصب و راه‌اندازی می‌شد ولی در این سال با ساخت اولین سیستم ایرانی و نصب و راه‌اندازی موفقیت‌آمیز آن در داخل ایران به صورت کامل این دستگاه‌ها بومی سازی شد و این سیستم‌ها نه تنها از سیستم‌های خارجی مشابه کمبودی نداشته و ندارند بلکه در پاره‌ای از موارد برتری نیز دارند. این سیستم اولین بار در بولینگ بوستان اهواز راه اندازی و به مرحله بهره برداری رسید  .